# Turnov
Turnov (Duits: Turnau) is een Tsjechische stad in de regio Liberec, en maakt deel uit van het district Semily.
Turnov ligt tussen Liberec en Jičín. Bereikbaar vanaf Liberec via de lokale weg R35. Turnov telt 14.489 inwoners.

## Bestuurlijke indeling
Tot Turnov behoren de stadsdelen Bukovina, Daliměřice, Dolánky u Turnova, Hrubý Rohozec, Kadeřavec, Kobylka, Loužek, Malý Rohozec, Mašov, Mokřiny, Pelešany en Vazovec.

## Bezienswaardigheden
- Gotische kerk St. Nikolaus uit de 14de eeuw (Buitenkant in Barokstijl 1722)
- Hallenkirche St. Marien
- Renaissance Stadhuis uit 1526
- Franziskanerkloster des Frühbarocks mit der Kirche St. Franz von Assisi aus den Jahren 1651-55
- Marien-Friedhofskirche (1823/53)
- Burchten zoals Burg Valdštejn, Felsenburg Rotštejn, Burg Frýdštejn, Trosky
- Kastelen zoals Slost Hrubý Rohozec en Slot Sychrov
- Museum Český ráj met het 8,5x10 meter Diorama Die Niedermetzelung der Sachsen unter Hrubá Skála van Mikoláš Aleš uit 1895
- Hruby Rohozec
- Boheems Paradijs

## Foto's

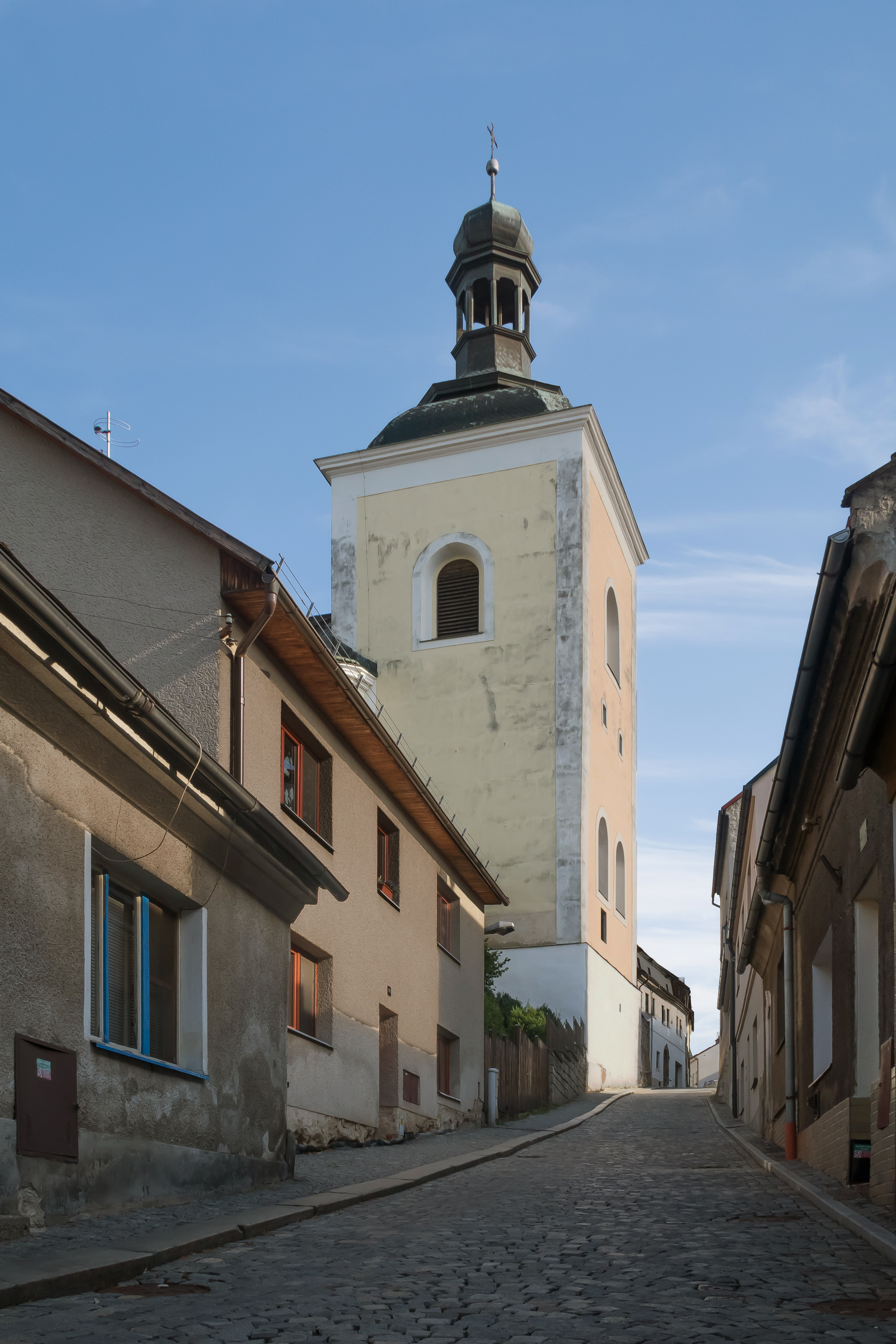
Kerk: kostel svatého Mikuláše
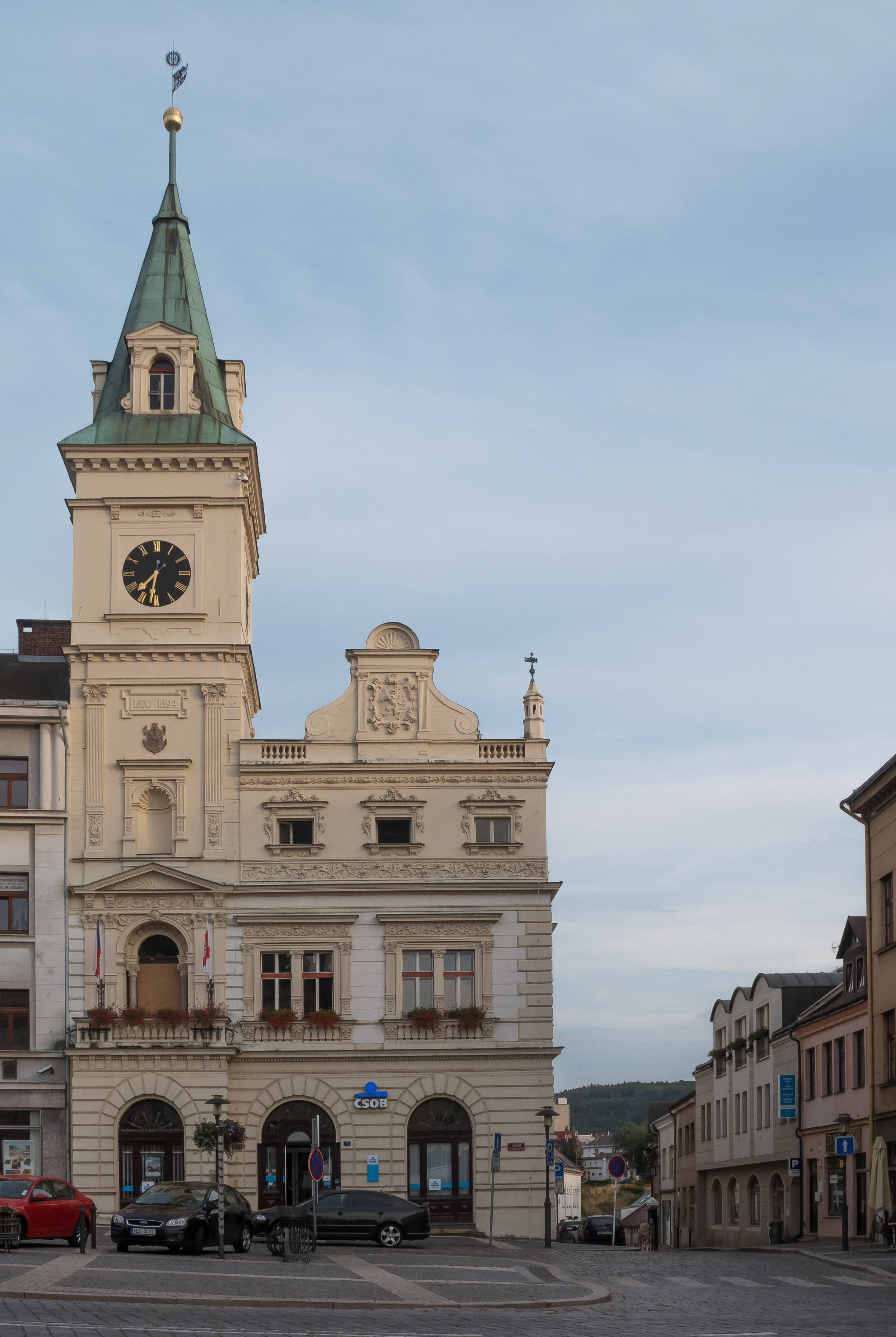
Stadhuis op het Náměstí Českého ráje
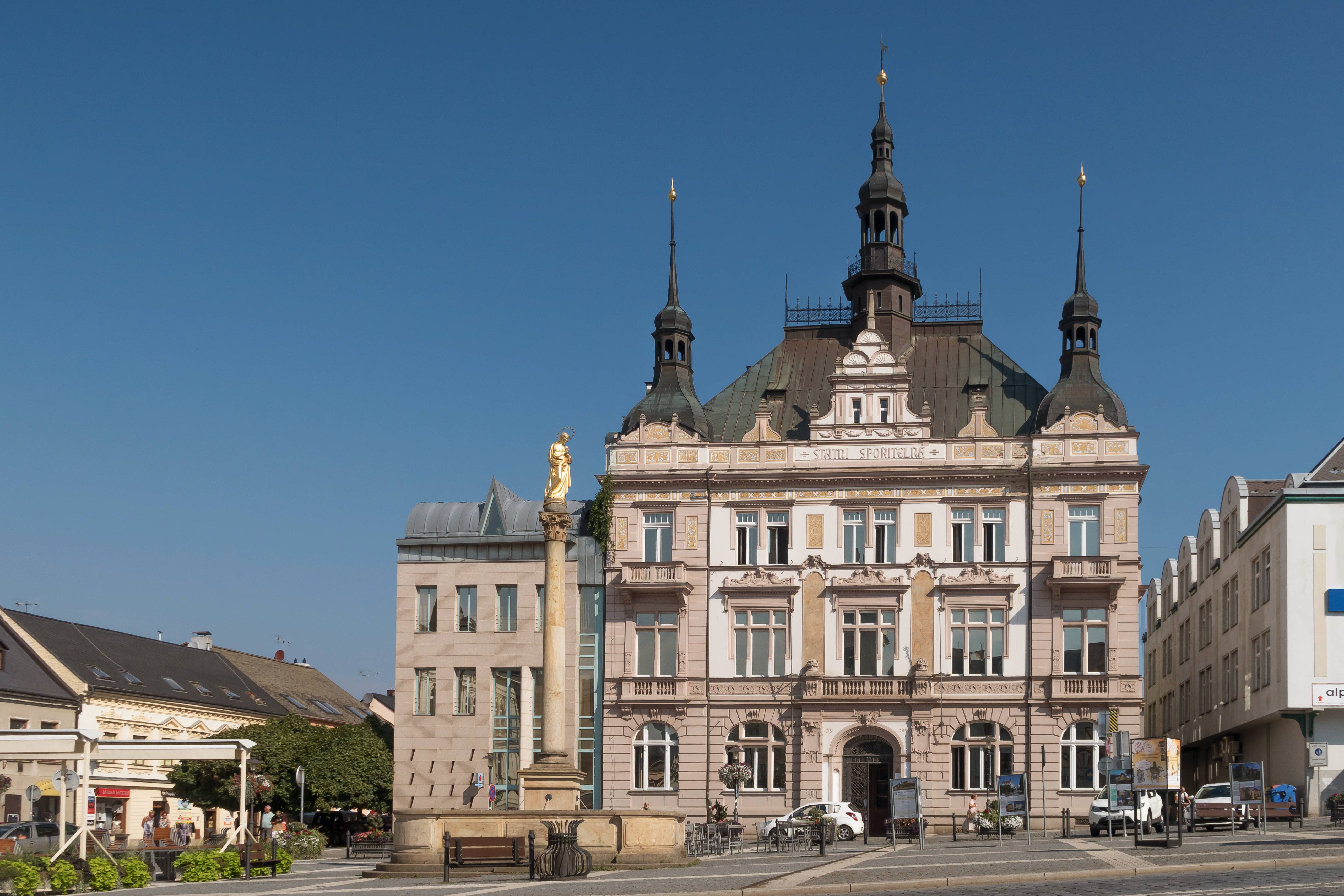
Monumentaal gebouw: Budova spořitelny s moderní přístavbou

## Geboren
- Adam Hloušek (1988), voetballer
- Adam Helcelet (1991), atleet

## Partnersteden
- Reeuwijk (Nederland)
- Jawor, Polen
- Niesky, Duitsland
- Keszthely, Hongarije

Bělá · Benecko · Benešov u Semil · Bozkov · Bradlecká Lhota · Bukovina u Čisté · Bystrá nad Jizerou · Čistá u Horek · Háje nad Jizerou · Holenice · Horka u Staré Paky · Horní Branná · Hrubá Skála · Chuchelna · Jablonec nad Jizerou · Jesenný · Jestřabí v Krkonoších · Jilemnice · Kacanovy · Karlovice · Klokočí · Košťálov · Kruh · Ktová · Levínská Olešnice · Libštát · Lomnice nad Popelkou · Loučky · Martinice v Krkonoších · Mírová pod Kozákovem · Modřišice · Mříčná · Nová Ves nad Popelkou · Ohrazenice · Olešnice · Paseky nad Jizerou · Peřimov · Poniklá · Přepeře · Příkrý · Radostná pod Kozákovem · Rakousy · Rokytnice nad Jizerou · Roprachtice · Rovensko pod Troskami · Roztoky u Jilemnice · Roztoky u Semil · Semily · Slaná · Stružinec · Studenec · Svojek · Syřenov · Tatobity · Troskovice · Turnov · Veselá · Víchová nad Jizerou · Vítkovice · Všeň · Vyskeř · Vysoké nad Jizerou · Záhoří · Žernov